# Gabriel Enrique Gómez
Gabriel Enrique Gómez Girón (* 29. května 1984) je panamský fotbalový záložník a reprezentant, od 1. ledna 2022 bez angažmá.

Za panamský národní tým už odehrál více než 100 reprezentačních zápasů.

## Reprezentační kariéra
Za A-mužstvo Panamy debutoval 9. 2. 2003 proti týmu El Salvadoru (porážka 1:2).
S panamskou reprezentací se zúčastnil Gold Cupu 2013 a 2011 a Středoamerického poháru 2014 a 2011.